# Cybister pinguis
Cybister pinguis är en skalbaggsart som beskrevs av Régimbart 1895. Cybister pinguis ingår i släktet Cybister och familjen dykare. Inga underarter finns listade i Catalogue of Life.